# Rubia horrida
Rubia horrida är en måreväxtart som först beskrevs av Carl Peter Thunberg, och fick sitt nu gällande namn av Christian Puff. Rubia horrida ingår i släktet krappar, och familjen måreväxter. Inga underarter finns listade i Catalogue of Life.